# جوزف بارسکی
جوزف بارسکی (عبری: יוסף ברסקי‎) معمار اهل امپراتوری روسیه بود.